# Wake (Okayama)
Pour les articles homonymes, voir Wake.
Wake (和気町, Wake-chō) est un bourg du district de Wake, dans la préfecture d'Okayama, au Japon.

## Géographie

### Localités voisines
- Préfecture d'Okayama
  - Bizen
  - Akaiwa
  - Mimasaka
  - Misaki

### Démographie
Au 1er février 2015, la population de Wake s'élevait à 14 650 habitants répartis sur une superficie de 144,21 km2.
| Année de recensement | Population |
| -------------------- | ---------- |
| 1995                 | 17.227     |
| 2000                 | 16.815     |
| 2005                 | 16.180     |
| 2010                 | 15.362     |
| 2015                 | 14.412     |

## Lieux et bâtiments notables

### Sanctuaire shinto
Le sanctuaire shinto de Wake (ja) est un sanctuaire préfectoral situé dans la ville de Wake connu comme le lieu de naissance de Wake no Kiyomaro, la divinité de Wake (à l'origine, un ancêtre divinisé). La date de fondation initiale du temple est inconnue. En 1591, le sanctuaire a été inondé et déplacé à son emplacement actuel.

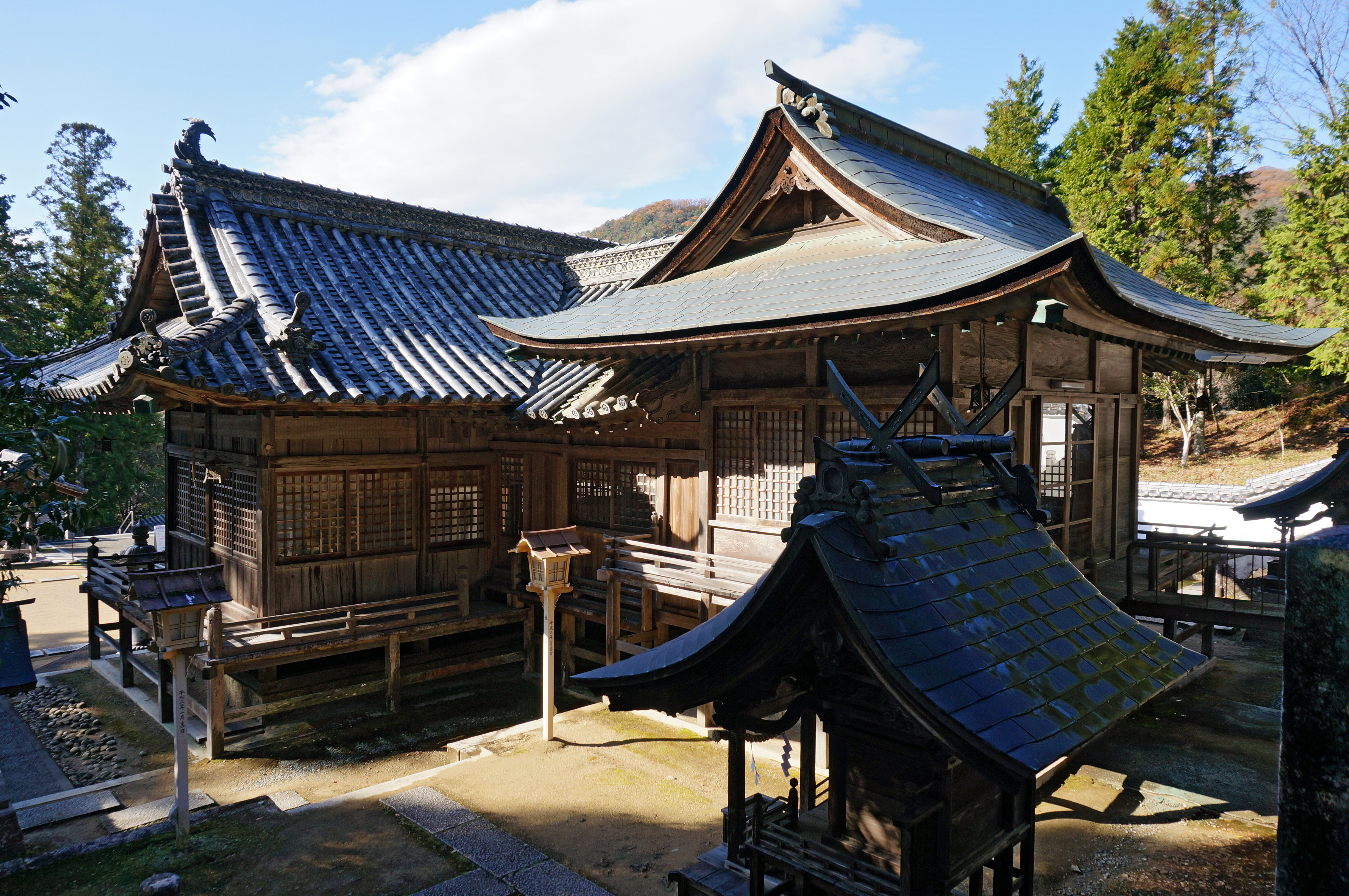
Temple shintoïste de Wake.

### Parc de glycines
La ville abrite le plus grand parc de glycines du Japon. 

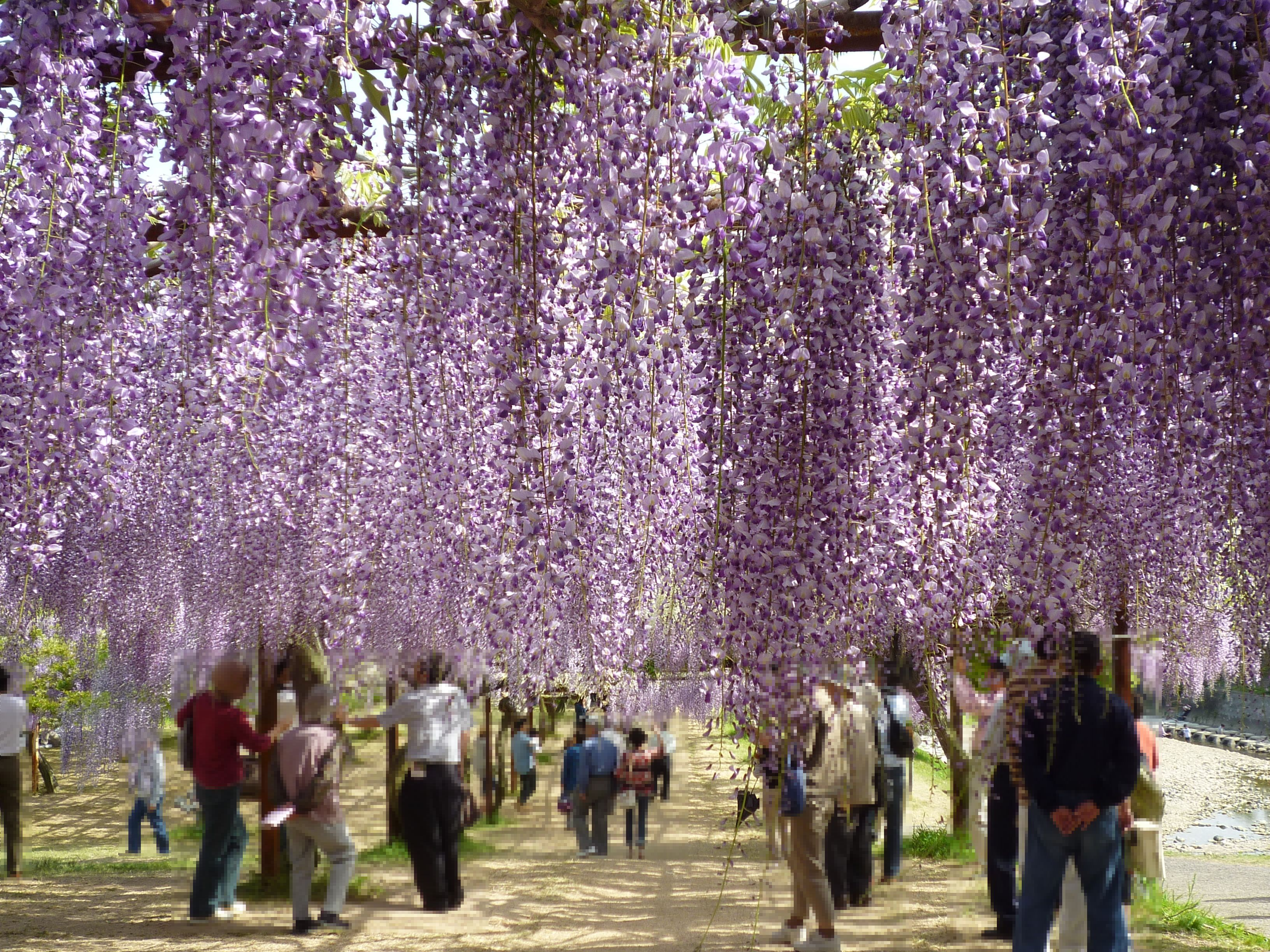
Parc de glycines de Wake.

## Évènements culturels
La ville de Wake est célèbre dans la région pour le festival Wamojiyaki qui a lieu chaque année le 15 août pendant la période d'O bon.

## Villes jumelles
- Hanna (Alberta) (Canada)